# Achaea lenzi
Achaea lenzi is een vlinder van de familie van de spinneruilen (Erebidae). De wetenschappelijke naam van deze soort is voor het eerst voorgesteld als Ophiusa lenzi door Max Saalmüller in een publicatie uit 1881.
De soort komt voor op Madagaskar.